# Ptilinopus granulifrons
Ptilinopus granulifrons é uma espécie de ave da família Columbidae.
É endémica da Indonésia.
Os seus habitats naturais são: florestas subtropicais ou tropicais húmidas de baixa altitude, matagal húmido tropical ou subtropical e terras aráveis.
Está ameaçada por perda de habitat.